# 濡须之战 (222-223年)
濡须之战或濡须口之战于222-223年间发生于曹魏和东吴之间。这是曹孙第三次在濡须交战，但只有这次是发生在三国时期，前两场分别在213年和217年发生。

## 背景
蜀汉于猇亭之战败绩后，和孙氏重建关系，孙权与曹丕联盟寻求保护变得失去意义。曹丕索要孙权长子世子孙登为质，使双方关系急剧降温。曹丕试图破坏刘、孙外交。222年十月，孙权再次宣称独立于魏，曹丕因此用兵伐吴。
魏计划沿长江三路攻吴。魏征南大将军夏侯尚、上军大将军曹真攻江陵、南郡，征东大将军曹休、镇东将军臧霸攻洞口，大司马曹仁率步骑数万攻濡须口。
此时东吴的濡须城在濡须山南麓，与原濡须坞及濡须城不是一处。

## 战役
曹仁扬言攻打濡须东三十里的羡溪，诱吴濡须督朱桓分兵相救，再派大军径奔濡须，真正攻打羡溪的其实是散骑常侍蒋济。朱桓还没追回派往羡溪的军队，曹仁已经杀到距离濡须七十里的地方。朱桓手下只有五千人，诸将害怕，但朱桓却自认为用兵胜过曹仁，即使魏文帝曹丕亲来，他也不惧怕。朱桓偃旗息鼓，示弱，诱曹仁来攻。曹仁以为濡须城几乎无兵，派儿子曹泰攻城，将军常雕、诸葛虔、王双等率五千军乘油船攻打朱桓部曲妻子所在的中洲。蒋济指出吴军船队停泊在濡须口外长江上流，认为不可，曹仁不听，亲率万人留在橐皋为曹泰等人后援。
朱桓派别将严圭等击常雕，亲自拒曹泰，曹泰中伏烧营而退。朱桓斩杀常雕，生擒王双，魏军溺死及被杀者千余人。朱桓因而得以喘息，为追回派去救羡溪的军队赢得时间。曹仁亲自率军围城，朱桓重整军队守御。激战数月后，因魏军疾病和伤亡严重，曹丕令曹仁撤军。
事后，曹丕在诏书中称曹仁“所禽获亦以万数”。结合曹魏“破贼文书，旧以一为十”，曹仁在此战中杀伤的吴军当为千余人。
《建康实录》将此战误记为建安十八年（213年）的第一次濡须口之战，且将战斗结果记载为“枭其将诸葛虎”“首虏三千人而还”。

## 后果
战事于223年结束后，曹仁于三月去世。谥忠侯。

## 参战人员
| - 大司马曹仁 - 散骑常侍蒋济 - 曹泰 - 常雕 † - 诸葛虔 † - 王双（被俘） | - 濡须督朱桓 - 骑都尉周邵，周泰子 - 偏将军骆统 - 严圭 |

## 小说
罗贯中历史小说《三国演义》第八十五回<刘先主遗诏托孤儿 诸葛亮安居平五路>有提到此战，记为朱桓亲手斩杀常雕。